# Silnice II/239
Silnice II/239 začíná v obci Černčice u Loun na Václavském náměstí výjezdem ze silnice II/246 a končí v obci Černuc napojením na silnici II/240. Na trase se kříží se silnicemi II/237 v Peruci, II/118 ve Šlapanicích a také se dvěma železničními tratěmi. I když je silnice poměrně krátká, je dosti členitá. Nachází se na ní celkem 12 obcí. Na trase je jediná čerpací stanice v Peruci. Její celková délka je zhruba 29 km.

## Popis trasy
| Vzdál. v km | Místo          | Popis                                                                                           | Nadm. výška |
| ----------- | -------------- | ----------------------------------------------------------------------------------------------- | ----------- |
| 0           | Černčice       | II/239 začíná výjezdem ze silnice II/246 jižním směrem z Václavského náměstí                    | 188         |
| 0,2         |                | odbočuje mírně vlevo; přímo se napojuje silnice III/22941 do obcí Blšany, Chlumčany a Citoliby, | 192         |
| 1,1         |                | přejezd přes železniční Trať 114                                                                | 187         |
| 2,1         |                | můstek přes Smolnický potok                                                                     | 189         |
| 2,7         | Veltěže        | průjezd obcí do vrchu, několik zatáček za sebou                                                 | 192 – 213   |
| 5,3         | Slavětín       | Směrem vlevo odbočka do obcí Kystra a Radonice                                                  | 231 – 235   |
| 8,8         |                | Zde je odbočka vlevo na III/2396 – do obcí Stradonice, Levousy a Křesín                         | 295         |
| 10,6        | Peruc          | prudce se zatáčí doprava; přímo je místní propojka III/23740                                    | 316         |
| 11          | Peruc          | přejezd přímo přes silnicí II/237                                                               | 336         |
| 12          |                | zahýbá mírně vlevo; doprava odbočka na III/23738 k žel.stanici Peruc                            | 343         |
| 12,5        |                | hranice krajů Ústecký x Středočeský                                                             | 336         |
| 15          | Vraný          | vpravo odbočka na III/2397 do obcí Vrbičany a Klobuky; vlevo odbočka do obce Černochov          | 292         |
| 15,5        | Vraný          | Vlevo odbočka na III/2398 do obce Lukov a na hranice kraje                                      | 277         |
| 16          |                | Za obcí vpravo odbočka na III/2399 do obcí Páleč, Vyšínek a Zlonice                             | 292         |
| 18,1        | Horní Kamenice | vpravo odbočka na III/2391 0 do obce Páleč                                                      | 256         |
| 20,4        | Jarpice        | na konci obce vpravo na III/23915 do obcí Vyšínek, Zlonice, Dřínov, Drchkov, Otruby,Želevčice.  | 236         |
| 22,1        | Šlapanice      | II/239 vede přímo a kříží se s II/118                                                           | 223         |
| 24,2        | Poštovice      | Odbočuje vlevo do obce; napravo se napojuje III/22919 do obcí Tmáň, Beřovice a Želevčice        | 214 – 204   |
| 26          | Kmetiněves     | vlevo se napojuje III/23927 do obcí Radešín a Charvatce                                         | 205         |
| 27          | Hospozín       | vpravo odbočka na III/23933, která vede do obcí Hobšovice a Dolín a Slaný                       | 204         |
| 28          |                | přejezd přes železniční Trať 095                                                                | 195         |
| 29          | Černuc         | zde II/239 končí napojením na II/240                                                            | 196         |